# 堂洞城
堂洞城（どうほらじょう）は、美濃国の中濃（岐阜県加茂郡富加町夕田）にあった日本の城（平山城）。別名・堂洞山城、堂洞掻上城。濃尾平野の北で、加治田城から目と鼻の先にある。

## 概要
創築者・築城年は不明。蜂屋頼隆が織田信長に内心してから、天文・永禄の頃には岸信周（岸勘解由）が城主であった。
信長の中濃攻略阻止のために築かれた城で、加治田城の佐藤忠能、関城の長井道利、堂洞城の岸信周の中濃三城で盟約を結んだが、佐藤忠能が信長に内通したため、永禄8年（1565年）の堂洞城を中心とした堂洞合戦の後に落城。そのまま廃城となった。
本能寺の変後、混乱に乗じて斎藤利堯と森長可による加治田・兼山合戦の際、堂洞城跡は森長可の加治田攻城戦の本陣として使用された。

## 城郭
一の曲輪・二の曲輪・三の曲輪・北の曲輪・大手曲輪・出丸曲輪・池曲輪・長尾丸があった。また平段丘の城周りには池が多くあった。
堂洞掻上城の名の通り、土を掘り、盛り上げた地形を活かした城である。
本丸には「天守構え」があったと軍記物『信長公記』に記述がある。天守に類似した建物の存在を推測する必要があるとも指摘されている。
堂洞城は、北の加治田城に開けており、加治田城を見張り、攻撃の付城として臨時に築城された城であるとされる。

## 現在
- 本丸、長尾丸、二の丸跡、土塁、堀が残り、本丸には石碑が建っており「南無阿弥陀佛」と刻まれている。本丸にある岩場は岸信周が酒宴を催した岩で、八畳岩と言われている。
- 城域は富加町夕田・羽生、美濃加茂市蜂屋辺り。跡地の大部分がゴルフ場となっている。
- かつてゴルフ場が出来る前は、盛土と堀が深く、曲輪の周りを囲んでいた。本丸より、石段の道も繋がりあった。美濃加茂市富加町中学校組合立双葉中学校が出来る前は、小高い小山であり、堂洞城出丸があり、石塁が多くあったと云われている。
- 堂洞城南道からの登山道入口（蜂屋方面）には、「堂洞城入口石碑」がある。
- 本丸と八畳岩には、木で作られている「堂洞城由来」の説明板があり、文字は習字で書かれている。今では文字が読みにくくなっている。八畳岩にも看板があり「八畳岩 岸勘解由」と書かれて置かれている。
- 富加町郷土資料館に「堂洞城絵図」と、「堂洞城戦記絵図」、「富加町堂洞城・加治田城位置関係地図」がある。
- 城跡からは以前から兵糧米と見られる炭化米が出土していたとされる[2]。実際2020年（令和2年）10月末に、城の説明看板を設置するための掘削作業中に米と見られる炭化物が見つかった。炭化物は大きさ約5ミリメートルの黒い粒で、穀物のような形状。城跡にある石碑の西側、地表から約10～15センチメートル下の土層から出土した。現場は約6メートル四方にわたって厚さ約15センチメートルの盛土がなされおり、富加町教育委員会は、堂洞合戦の火攻めの際に焼けた兵糧米が、のちの森長可による城跡の再利用・整備時に盛土に混入した可能性を指摘している[4]。

## 登山道
- 富加町夕田、美濃加茂市蜂屋方面の三か所から本丸近くまで車で移動できる。ただしそこに至る道は狭い。